# Металлов, Яков Михайлович
Металлов (Левин) Яков Михайлович ( 6 мая (19 мая) 1900, Мозырь — 1976, Воронеж) — советский литературовед, филолог, специалист по немецкой литературе, доктор филологических наук, профессор. Член Союза писателей СССР.

## Биография
Окончил Гомельскую гимназию в 1919 году. Участник революционного движения. С 1920 жил в Воронеже. Два года работал следователем Губернской чрезвычайной комиссии. Окончил педагогический факультет Воронежского университета (1924). Позднее жил и работал в Москве. Был профессором по зарубежной литературе Литературного института. В конце 1940-х годов заведовал кафедрой западной литературы в МГУ.

Редактор и автор вступительных статей к однотомнику «Избранные произв.» Г. Гейне (1935), к книге «Путевые картины» Г. Гейне (1937), статей об И. В. Гёте, об А. Зегерс, А. Дёблине и др. 

Был редактором сборника драм Г. Э. Лессинга (1937), полного собрания сочинений Л. Фейхтвангера (1938—39), сборника «Генрих Гейне. Библиография рус. переводов и критич. лит-ры на рус. яз.» (1958) и др.

## Сочинения
- «Герой и толпа у Фейхтвангера». [Послесл.], в кн.: Фейхтвангер Л., «Иудейская война», М., 1937;
- «Трагическое одиночество и пути преодоления его». [Предисл.], в кн.: Фейхтвангер Л., «Еврей Зюсс», Л., 1936;
- «Сила революционной сатиры». [К 100-летию со дня смерти Г. Гейне], «Октябрь», 1956, № 2; [Предисл.], в кн.: Фейхтвангер Л., «Мудрость чудака...», М., 1956;
- «Литератор-ученый», в кн.: Нусинов И., «Избранные работы по русской и западной литературе», М., 1959.